# 윌럼 더포
윌럼 더포(영어: Willem Dafoe, 1955년 7월 22일 ~ )는 미국의 배우, 성우이다. 본명은 윌리엄 제임스 더포(William James Dafoe)이다.
더포가 출연한 대표적인 영화로는 《플래툰》, 《스트리트 오브 화이어》, 《그리스도 최후의 유혹》, 《스파이더맨》 등을 들 수 있다. 애니메이션 《니모를 찾아서》와 게임 비욘드: 두 개의 영혼에서는 성우를 담당했다.
《플래툰》(1986)과 《뱀파이어의 그림자》(2000)로 아카데미 남우조연상에 두 번이나 후보로 올랐다. 제75회 베네치아 국제 영화제(2018)에서 영화 《고흐, 영원의 문에서》에서의 역할로 볼피컵 남자연기자상을 수상했다.

## 출연 작품
| 연도 | 제목                                                         | 배역                               |
| ---- | ------------------------------------------------------------ | ---------------------------------- |
| 1981 | 사랑 없는 사람들 The Loveless                                | 밴스                               |
| 1983 | 악마의 키스 The Hunger                                       | 두 번째 전화 부스 젊은이           |
| 1984 | 스트리트 오브 화이어 Streets of Fire                         | 레이븐 섀독                        |
| 1985 | 늑대의 거리 To Live and Die in L.A.                          | 릭 마스터스                        |
| 1986 | 플래툰 Platoon                                               | 일라이어스 중사                    |
| 1987 | 디어 아메리카 Dear America: Letters Home from Vietnam        | 목소리 출연                        |
| 1988 | 사이공 Off Limits                                            | 각본                               |
| 1988 | 그리스도 최후의 유혹 The Last Temptation of Christ           | 예수 그리스도                      |
| 1988 | 미시시피 버닝 Mississippi Burning                            | 앨런 워드 요원                     |
| 1989 | 트라이엄프 Triumph of the Spirit                             | 솔로몬 아루흐                      |
| 1989 | 7월 4일생 Born on the Fourth of July                         | 찰리                               |
| 1990 | 광란의 사랑 Wild at Heart                                    | 보비 페루                          |
| 1991 | 최후의 출격 Flight of the Intruder                           | '호랑이' 버질 콜 중위              |
| 1992 | 하얀 모래밭 White Sands                                      | 레이 돌레잘                        |
| 1992 | 라이트 슬리퍼 Light Sleeper                                  | 존 러투어                          |
| 1993 | 육체의 증거 Body of Evidence                                 | 프랭크 덜레이니                    |
| 1994 | 긴급 명령 Clear and Present Danger                           | 존 클라크                          |
| 1995 | 빅토리 Victory                                               | 액설 헤이스트                      |
| 1996 | 잉글리쉬 페이션트 The English Patient                        | 데이비드 카라바조                  |
| 1997 | 스피드 2 Speed 2: Cruise Control                             | 존 가이거                          |
| 1997 | 어플릭션 Affliction                                          | 롤프 화이트하우스                  |
| 1999 | 엑시스텐즈 eXistenZ                                          | 가스                               |
| 1999 | 분닥 세인트 The Boondock Saints                              | 폴 스메커 요원                     |
| 2000 | 아메리칸 싸이코 American Psycho                              | 도널드 킴벌 박사                   |
| 2000 | 애니멀 팩토리 Animal Factory                                 | 얼 코펀                            |
| 2000 | 뱀파이어의 그림자 Shadow of the Vampire                      | 맥스 슈렉                          |
| 2002 | 스파이더맨 Spider-Man                                        | 그린 고블린 / 노먼 오스본          |
| 2002 | 오토 포커스 Auto Focus                                       | 존 헨리 카펜터                     |
| 2003 | 니모를 찾아서 Finding Nemo                                   | 길 (목소리 출연)                   |
| 2003 | 원스 어폰 어 타임 인 멕시코 Once Upon a Time in Mexico       | 아르만도 바리요                    |
| 2004 | 클리어링 The Clearing                                        | 아널드 맥                          |
| 2004 | 스파이더맨 2 Spider-Man 2                                    | 그린 고블린 / 노먼 오스본 (카메오) |
| 2004 | 스티브 지소와의 해저 생활 The Life Aquatic with Steve Zissou | 클라우스 다임러                    |
| 2004 | 콘트롤 Control                                               | 마이클 코플런드 박사               |
| 2004 | 에비에이터 The Aviator                                       | 로널드 스위트                      |
| 2006 | 인사이드 맨 Inside Man                                       | 캡틴 존 데리어스                   |
| 2006 | 사랑해, 파리 Paris, je t'aime                                | 카우보이                           |
| 2007 | 천국의 문 Knocked Up                                         | 단역                               |
| 2007 | 미스터 빈의 홀리데이 Mr. Bean's Holiday                      | 카슨 클레이                        |
| 2007 | 스파이더맨 3 Spider-Man 3                                    | 그린 고블린 / 노먼 오스본 (카메오) |
| 2008 | 반딧불이 정원 Fireflies in the Garden                        | 찰스 웨익터                        |
| 2009 | 판타스틱 Mr. 폭스 Fantastic Mr. Fox                          | 랫 (목소리 출연)                   |
| 2009 | 안티크라이스트 Antichrist                                    | 그 남자                            |
| 2009 | 데이브레이커스 Daybreakers                                   | 엘비스                             |
| 2009 | 페어웰 L'affaire Farewell                                    | 피니                               |
| 2011 | 4:44 지구 최후의 날 4:44 Last Day on Earth                   | 찰스 웨익터                        |
| 2012 | 존 카터: 바숨 전쟁의 서막 John Carter                        | 타르스 타르카스                    |
| 2013 | 오드 토머스 Odd Thomas                                       | 와이엇 포터                        |
| 2009 | 모스트 원티드 맨 A Most Wanted Man                           | 토미 브루                          |
| 2014 | 님포매니악 Nymphomaniac                                      | L                                  |
| 2014 | 그랜드 부다페스트 호텔 The Grand Budapest Hotel              | 조플링                             |
| 2014 | 안녕, 헤이즐 The Fault in Our Stars                          | 피터 밴호턴                        |
| 2014 | 존 윅 John Wick                                              | 마커스                             |
| 2017 | 월요일이 사라졌다 What Happened to Monday?                   | 테렌스 셋맨                        |
| 2017 | 플로리다 프로젝트 The Florida Project                        | 바비                               |
| 2017 | 데스 노트 Death Note                                         | 류크 (목소리)                      |
| 2017 | 오리엔트 특급 살인 Murder on the Orient Express              | 게르하르트 하트만                  |
| 2018 | 고흐, 영원의 문에서 At Eternity's Gate                       | 빈센트 반 고흐                     |
| 2018 | 복스 룩스 Vox Lux                                            | 나레이터 (목소리 출연)             |
| 2018 | 아쿠아맨 Aquaman                                             | 누비우스 불코                      |
| 2019 | 프렌즈: 둥지탈출 Manou the Swift                             |                                    |
| 2019 | 더 라이트하우스 The Lighthouse                               | 토머스 웨이크                      |
| 2019 | 마더리스 브루클린 Motherless Brooklyn                        | 폴 랜돌프                          |
| 2019 | 토마소 Tommaso                                               | 토마소                             |
| 2019 | 라이트하우스 The Lighthouse                                  | 토머스 웨이크                      |
| 2019 | 토고 Togo                                                    | 레너드 세펄러                      |
| 2020 | 마지막 게임 The Last Thing He Wanted                         | 리처드 맥마흔                      |
| 2020 | 시베리아 Siberia                                             | 클린트                             |
| 2021 | 잭 스나이더의 저스티스 리그 Zack Snyder's Justice League     | 누비우스 불코                      |
| 2021 | 카드카운터 The Card Counter                                  | 존 골도                            |
| 2021 | 프렌치 디스패치 The French Dispatch                          | 알베르 아바쿠스                    |
| 2021 | 나이트메어 앨리 Nightmare Alley                              | 클램 호틀리                        |
| 2022 | 노스맨 The Northman                                          | 헤이미르                           |
| 2022 | 데드 포 어 달러 Dead for a Dollar                            | 조 크립벤스                        |
| 2023 | 애스터로이드 시티 Asteroid City                              | 슐츠버그 카이텔                    |
| 2023 | 가여운 것들 Poor Things                                      | 갓윈 벡스터 박사                   |
| 2023 | 아쿠아맨과 로스트 킹덤 Aquaman and the Lost Kingdom          | 누비우스 불코                      |
| 2024 | 카인즈 오브 카인드니스 Kind of Kindness                      |                                    |
| 2024 | 비틀쥬스 비틀쥬스 Beetlejuice Beetlejuice                    | 울프 잭슨                          |
| 2024 | 노스페라투 Nosferatu                                         | 알빈 에버하르트 폰 프란츠 교수     |
| 2025 | 페니키안 스킴 The Phoenician Scheme                          | 불한당                             |